# 대위
대위(大尉/육군, 공군, 해병대 : Captain/해군, 해안경비대 : Lieutenant)는 군대 계급 중 하나이다. 위관의 최상급이며, 중위의 위, 소령의 아래에 위치한다. 보통 한개 중대의 지휘관인 중대장을 맡거나, 대대급 이상의 부대에서 병과장교의 직책이나 사관학교에서 훈육장교 및 교관 직책을 맡는다.
직업 군인이 아닌 의무복무자가 임관 또는 진급할 수 있는 가장 높은 계급이다.
- 육군 : 중대장.
- 해군 : 고속정 정장. 인천급 등 2급함 기준으로 작전관 또는 포술장. 육상근무시 각 처 담당, 전대의 정보관, 작전관. 전탐감시대장.
- 공군 : 정비중대장.
  - 조종 : 비행단 작전전대장급, 부단장급.
- 군의관이나 군종신부 등 일부 보직은 처음부터 대위로 임관한다.

## 계급장
대한민국 국군 계급장

| 위관 (尉官) |             | 육군 (포제 정장) | 육군 (포제 견장) | 육군 (금속제) | 해군 | 해병대 | 공군 |
| 위관 (尉官) | 대위 (大尉) |                  |                  |               |      |        |      |

## 각 국의 호칭
- 대한민국 국군 : 대위(육, 해, 공군 동일)
- 조선인민군 : 상위, 대위(대위가 상위보다 높은 계급)[1]

- 미국
  - 육군, 해병대, 공군, 우주군 : Captain
  - 해군, 해안경비대 : Lieutenant

- 일본
  - 육상자위대 : 일등육위(一等陸尉)→잇토 리쿠이
  - 해상자위대 : 일등해위(一等海尉)→잇토 카이이
  - 항공자위대 : 일등공위(一等空尉)→잇토 쿠우이

- 중국 인민해방군 : 상위

- 독일 연방군
  - 육군, 공군 : 대위(Hauptmann)→하우프트맨
  - 해군 : 대위(Kapitänleutnant)→카피텐 로이트난트

- 독일 연방군 상급 위관 장교
  - 육군, 공군 : 상급대위(Stabshauptmann)→슈탑스 하우프트맨[2]
  - 해군 : 상급대위(Stabskapitänleutnant)→슈탑스 카피텐 로이트난트[3]

## 같이 보기
- 군대 계급